# Ryan Gosling
Ryan Thomas Gosling (London, Ontario, 1980. november 12. –) Golden Globe-díjas kanadai színész, zenész és producer. 
Karrierjét gyerekszínészként kezdte a Disney Channel The Mickey Mouse Club című műsorában 1993 és 1995 között, majd egyéb családi és ifjúsági sorozatokban is szerepelt, mint például az Álomsuli (1997-1998) vagy az 1998-99-es Az ifjú Herkules kalandjai, melyben a címszereplőt formálta meg. Első filmes főszerepét A hitetlen című 2001-es filmben kapta meg, ebben egy neonácivá váló zsidó fiatalembert alakít. Gosling ezután független filmekben tűnt fel; Kísérleti gyilkosság (2002), A fiatalkorú (2003).
A nagyközönség számára a színészt a 2004-es Szerelmünk lapjai című romantikus vígjáték főszerepe tette ismertté, mellyel négy Teen Choice Awards és egy MTV Movie Awards díjat nyert. Egy drogfüggő tanár szerepében nyújtott alakítása a 2006-os Fél Nelson című filmben Oscar-jelölést, míg a 2007-es Plasztik szerelem Golden Globe-jelölést hozott számára. Szintén 2007-ben a Törés című thrillerben szerepelt. Három évnyi kihagyás után Gosling a Blue Valentine című 2010-es filmmel tért vissza, mellyel egy második Golden Globe-jelölést nyert. 
2011 fontos év volt a színész karrierjében, ekkor három, a nagyközönség számára készült filmben kapott fontos szerepet; az Őrült, dilis, szerelem című romantikus vígjátékban, A hatalom árnyékában című politikai drámában és a Drive – Gázt! című akcióthrillerben – szerepléseivel további két Golden Globe-jelölést szerzett. 2013-ban három bűnügyi filmben (Gengszterosztag, Túl a fenyvesen, Csak Isten bocsáthat meg) tűnt fel a filmvásznon. Rendezőként a Lost River című filmmel debütált 2014-ben. 2015-ben A nagy dobás című filmdrámában szerepelt, a 2016-os Kaliforniai álom pedig hatalmas pénzügyi és kritikai sikert hozott Goslingnak: Golden Globe-díjat nyert és egy második Oscar-jelölést is magáénak tudhatott. 2017-ben a Szárnyas fejvadász 2049 főszerepét vállalta el, míg 2018-ban Neil Armstrongként volt látható a filmvásznon Az első ember című életrajzi filmben. 
2023-ban a Barbie című fantasy filmvígjátékban, mely a 2023-as év legnagyobb kasszasikere lett, Ken szerepét játszotta el. 2024-ben a szerepért a harmadik Oscar-jelölését is megkapta, mint legjobb mellékszereplő.
Gosling zenekara, a Dead Man’s Bones 2009-ben jelentette meg első albumát, ugyanebben az évben turnéra is indultak Észak-Amerikában. A jótékonykodó színész a PETA állatvédő szervezet támogatója, továbbá támogatja a terrorszervezetek által kizsákmányolt afrikai gyermekek megsegítéséért küzdő Invisible Children és az Enough Project elnevezésű szervezeteket – Gosling beutazta Csádot, Ugandát és a Kongói Demokratikus Köztársaság keleti részét, hogy felhívja a figyelmet a régió konfliktusaira.
A színész társa 2011 óta Eva Mendes, akitől két kislánya született.

## Gyerekkora
Ryan Gosling a kanadai Londonban született, Ontarióban, és egy papírfeldolgozó gyárra központosult kisvárosban, Cornwallban nevelkedett. Mormon szülei még fiatalkorában elváltak. Az iskolával nehézségei akadtak, gyakran keveredett verekedésbe társaival. Tízéves korában édesanyja kivette, és ettől kezdve otthon tanította. Később a Lester B. Pearson középiskolába járt, ahonnan végül tizenhét évesen kitették.

## Színészi pályafutása
Gosling sosem tanult szakszerű módon színészetet. Első ilyen jellegű tapasztalatát az 1990-es években szerezte, amikor csupán szórakozásból meghallgatásra ment tizenhárom évesen a The Mickey Mouse Club felélesztésére. Ennek eredményeképp szerepelt a műsor hatodik és hetedik évadában Britney Spears, Christina Aguilera és Justin Timberlake mellett. Később feltűnt más tévésorozatokban is, így a Young Herculesben, a Road to Avonlea-ben (Váratlan Utazás, 7. évad, 9. rész) és a Breaker High-ban. Hírneve az Amerikai Egyesült Államokba akkor ért el, amikor a 2001-es, nagy visszhangot kiváltó A hitetlen című drámában játszott. A film elnyerte a Sundance Filmfesztivál zsűrijének fődíját. Ezt követően Gosling szerepelt az Emlékezz a Titánokra!, a The Slaughter Rule és a Kísérleti gyilkosság című produkciókban. A 2004-es Szerelmünk lapjaiban nyújtott alakítása miatt a People magazin beválasztotta az ötven legszexisebb agglegény közé.
Felkészülésképpen Dan Dunne, a kábítószerfüggő középiskolai történelemtanár szerepére a 2006-os Half Nelsonban Gosling Brooklynba költözött, ahol megfigyelte egy tanár munkáját, illetve tanulmányozta a polgárjogi mozgalmakat, ami rendkívül izgatja az általa játszott karaktert. 2007 márciusában ezért a szerepért Gosling elnyerte a Spirit Awards (korábban Independent Spirit Awards) legjobb férfiszínésznek járó díját. Emellett Oscar-díjra, Screen Actors Guild Awardra és a Broadcast Film Critics Association színészi díjára is jelölték. A közelmúltban Gosling Anthony Hopkins oldalán tűnt fel a Törésben. 2007-ben a The Good Heart című filmet forgatta. Ugyanebben az évben Gosling meghívást kapott, hogy csatlakozzon az Academy of Motion Picture Arts and Scienceshez (Filmművészeti és Filmtudományi Akadémia).
2011-ben Golden Globe-díjra jelölték a Blue Valentine, az Őrült, dilis, szerelem és a A hatalom árnyékában című filmekben nyújtott alakításáért. 2013-ban a magyar Periodika magazin olvasói a világ legszexisebb férfijának választották.

## Magánélete
Amikor Gosling először ment Los Angelesbe 1997-ben, Ron Oliver West Hollywood-i lakásában kapott szállást. Rövid ideig Sandra Bullockkal randizott, akivel a Kísérleti gyilkosságban játszott együtt. 2004-től 2007 februárjáig, majd a szakítás után egy rövid ideig újra Rachel McAdamsszel volt kapcsolata, akivel a Szerelmünk lapjaiban szerepelt. Ő és McAdams 2005-ben elnyerték a legjobb csók díját az MTV Movie Awardson, és az átvételkor megismételték a filmből ismert romantikus pillanatot a színpadon. Gosling idejét megosztja Toronto és Los Angeles között. Több, házilag készített tetoválása van. 2011 óta Eva Mendesszel él együtt, akitől 2014. szeptember 12-én gyermeke született. A kislány az Esmeralda Amada nevet kapta. Második gyermekük is lány, az Amada Lee nevet kapta. 2016. április 29-én született.

## Filmográfia

### Film

#### Filmproducer
| Év   | Magyar cím               | Eredeti cím       | Megjegyzések                                |
| ---- | ------------------------ | ----------------- | ------------------------------------------- |
| 2010 | Blue Valentine           | Blue Valentine    | vezető filmproducer                         |
| 2010 |                          | ReGeneration      | filmproducer dokumentumfilm                 |
| 2013 | Csak Isten bocsáthat meg | Only God Forgives | vezető filmproducer                         |
| 2013 | Fehér árnyék             | White Shadow      | vezető filmproducer                         |
| 2014 |                          | Lost River        | filmproducer filmrendező és forgatókönyvíró |
| 2024 | A kaszkadőr              | The Fall Guy      | filmproducer                                |

#### Színész
| Év   | Magyar cím               | Eredeti cím                   | Szerep                     | Magyar hang           | Rendező                  |
| ---- | ------------------------ | ----------------------------- | -------------------------- | --------------------- | ------------------------ |
| 1997 |                          | Frankenstein and Me           | Kenny                      |                       | Robert Tinnell           |
| 2000 | Emlékezz a Titánokra!    | Remember the Titans           | Alan Bosley                | Szirtes Balázs        | Boaz Yakin               |
| 2001 | A hitetlen               | The Believer                  | Danny Balint               | Hujber Ferenc         | Henry Bean               |
| 2002 | Kísérleti gyilkosság     | Murder by Numbers             | Richard Haywood            | Csőre Gábor           | Barbet Schroeder         |
| 2002 |                          | The Slaughter Rule            | Roy Chutney                |                       | Andrew J. Smith          |
| 2002 | Alex Smith               | The Slaughter Rule            | Roy Chutney                |                       |                          |
| 2003 | A fiatalkorú             | The United States of Leland   | Leland P. Fitzgerald       | Simonyi Balázs        | Matthew Ryan Hoge        |
| 2004 | Szerelmünk lapjai        | The Notebook                  | Noah Calhoun               | Miller Zoltán         | Nick Cassavetes          |
| 2005 | Maradj!                  | Stay                          | Henry Letham               | Kolovratnik Krisztián | Marc Forster             |
| 2006 | Fél Nelson               | Half Nelson                   | Dan Dunne                  | Zámbori Soma          | Ryan Fleck               |
| 2007 | Törés                    | Fracture                      | Willy Beachum              | Zámbori Soma          | Gregory Hoblit           |
| 2007 | Plasztik szerelem        | Lars and the Real Girl        | Lars Lindstrom             | Miller Zoltán         | Craig Gillespie          |
| 2010 | Blue Valentine           | Blue Valentine                | Dean Pereira               | Zámbori Soma          | Derek Cianfrance (1)     |
| 2010 | Véres románc             | All Good Things               | David Marks                | Zámbori Soma          | Andrew Jarecki           |
| 2010 |                          | ReGeneration (dokumentumfilm) | narrátor                   |                       | Phillip Montgomery       |
| 2011 | Őrült, dilis, szerelem   | Crazy, Stupid, Love           | Jacob Palmer               | Zámbori Soma          | Glenn Ficarra            |
| 2011 | Őrült, dilis, szerelem   | Crazy, Stupid, Love           | Jacob Palmer               | Zámbori Soma          | John Requa               |
| 2011 | Drive – Gázt!            | Drive                         | Sofőr                      | Zámbori Soma          | Nicolas Winding Refn (1) |
| 2011 | Drive – Gázt!            | Drive                         | Sofőr                      | Szabó Máté            | Nicolas Winding Refn (1) |
| 2011 | A hatalom árnyékában     | The Ides of March             | Stephen Meyers             | Zámbori Soma          | George Clooney           |
| 2012 | Túl a fenyvesen          | The Place Beyond the Pines    | Luke Glanton               | Zámbori Soma          | Derek Cianfrance (2)     |
| 2013 | Gengszterosztag          | Gangster Squad                | Jerry Wooters őrmester     | Zámbori Soma          | Ruben Fleischer          |
| 2013 | Csak Isten bocsáthat meg | Only God Forgives             | Julian                     |                       | Nicolas Winding Refn (2) |
| 2015 | A nagy dobás             | The Big Short                 | Jared Vennett              | Zámbori Soma          | Adam McKay               |
| 2016 | Rendes fickók            | The Nice Guys                 | Holland March magánnyomozó | Zámbori Soma          | Shane Black              |
| 2016 | Kaliforniai álom         | La La Land                    | Sebastian Wilder           | Zámbori Soma          | Damien Chazelle (1)      |
| 2017 | Daltól dalig             | Song to Song                  | BV                         | Zámbori Soma          | Terrence Malick          |
| 2017 | Szárnyas fejvadász 2049  | Blade Runner 2049             | K / Joe                    | Zámbori Soma          | Denis Villeneuve         |
| 2018 | Az első ember            | First Man                     | Neil Armstrong             | Zámbori Soma          | Damien Chazelle (2)      |
| 2022 | A szürke ember           | The Gray Man                  | Court Gentry / Hatos       | Zámbori Soma          | Joe és Anthony Russo     |
| 2023 | Barbie                   | Barbie                        | Ken                        | Zámbori Soma          | Greta Gerwig             |
| 2024 | A kaszkadőr              | The Fall Guy                  | Colt Seavers               | Zámbori Soma          | David Leitch             |

### Televízió
| Év        | Magyar cím                      | Eredeti cím                                                                 | Szerep                | Megjegyzések   |
| --------- | ------------------------------- | --------------------------------------------------------------------------- | --------------------- | -------------- |
| 1993–1995 |                                 | Mickey Mouse Club                                                           | önmaga                | 3 epizód       |
| 1995      |                                 | Are You Afraid of the Dark?                                                 | Jamie Leary           | 1 epizód       |
| 1996      | Y-akták                         | PSI Factor: Chronicles of the Paranormal                                    | Adam                  | 1 epizód       |
| 1996      | Kung fu – A legenda folytatódik | Kung Fu: The Legend Continues                                               | Kevin                 | 1 epizód       |
| 1996      | Váratlan utazás                 | Road to Avonlea                                                             | Bret McNulty          | 1 epizód       |
| 1996      | Libabőr                         | Goosebumps                                                                  | Greg Banks            | 1 epizód       |
| 1996      |                                 | The Adventures of Shirley Holmes                                            | Sean                  | 1 epizód       |
| 1996      |                                 | Flash Forward                                                               | Scott Stuckey         | 2 epizód       |
| 1996      | Aki bújt, aki nem               | Ready or Not                                                                | Matt Kalinsky         | 1 epizód       |
| 1997–1998 | Álomsuli                        | Breaker High                                                                | Sean Hanlon           | 44 epizód      |
| 1998      | A cowboy és az úrilány          | Nothing Too Good for a Cowboy                                               | Tommy                 | tévéfilm       |
| 1998      | Herkules                        | Hercules: The Legendary Journeys                                            | Zylus                 | 1 epizód       |
| 1998–1999 | Az ifjú Herkules kalandjai      | Young Hercules                                                              | Herkules              | 49 epizód      |
| 1999      |                                 | The Unbelievables                                                           | Josh                  | próbaepizód    |
| 2005      |                                 | I'm Still Here: Real Diaries of Young People Who Lived During the Holocaust | Ilya Gerber           | dokumentumfilm |
| 2015–2017 | Saturday Night Live             | Saturday Night Live                                                         | önmaga (házigazda)    | 2 epizód       |
| 2019      |                                 | My Favorite Shapes by Julio Torres                                          | Blue Penguin (hangja) | tévéfilm       |

## Diszkográfia
A Dead Man’s Bones zenekarral
- 2009: Dead Man's Bones

Szólóban
- 2011: „You Always Hurt the Ones You Love” – Blue Valentine: Original Motion Picture Soundtrack
- 2016: „City of Stars” – La La Land: Original Motion Picture Soundtrack